# كيجاون

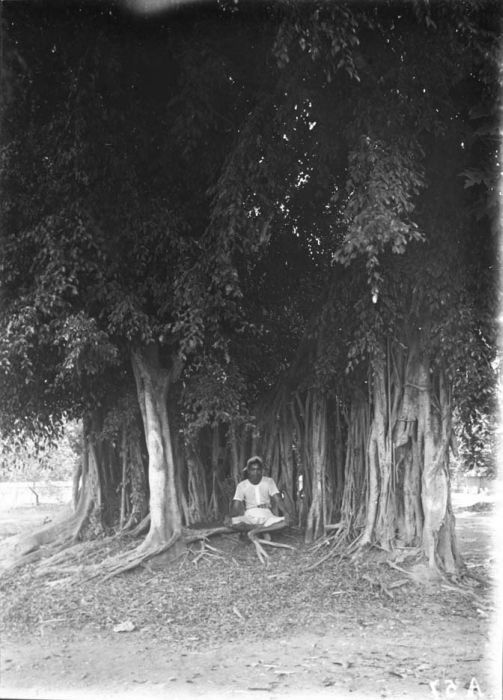

كيجاون أو الجاوية، وتدعى أيضًا الكباطنية، وأغاما جاوا، وكيبرسايان، هي تراث ديني جاوي، يتألف من عناصر بوذية وهندوسية وأرواحية. يرجع أصل كيجاون إلى التاريخ والتدين الجاويين، إذ يؤلّف بين أديان مختلفة.

## تعريفات
يستعمل مصطلح الكباطنية مثل مصطلح كيجاون، وأغاما جاوا وكيبرسايان، ولكنه ليس نفسه تمامًا:
- الكباطنية: «علم الباطن» أو «وعي الباطن»، وهي كلمة مشتقة من الكلمة العربية «باطن»، وتعني الداخل أو المخفي.[5]
- كيجاون: «الجاوية»،[6] وهي الثقافة والمعتقدات الدينية والشعائر التي يعتنقها الشعب الجاوي في وسط جاوا وشرقها.[7] وهو مصطلح «لا يدل على فرقة دينية، بل على نمط حياة وأخلاق مستوحاة من الفكر الجاوي».[8]
- أغاما جاوا: «الدين الجاوي».
- كيبرسايان: «الإيمان» ، «الدين»، واسمه الكامل: كيبارسايان كيبادا توهان يانغ ماها إسا، ويعني «المؤمن بالإله الواجد القدير». يغطي مصطلح كيبارسايان رسميًّا عدة أشكال من الديانات الأسرارية في إندونيسيا. وحسب كالدارولا، فإن المصطلح «ليسَ تصنيفًا مناسبًا لما يجمع المجموعات الأسرارية». ويشمل هذا المصطلح الكباطنية وكيجاون وكيروهانيان.[9]

الكباطنية هي رعاية النفس من أجل تحقيق السلام الداخلي، وهي موروثة من التراثات قبل الإسلامية، أما كيجاون فهي متجهة إلى خارج النفس، إلى المجتمع، وتظهر في الشعائر والطقوس. 

## التاريخ

### الهندوسية والبوذية
وصلت التأثيرات الهندية إلى جاوا أول ما وصلت في الدين الهندوسي، الذي بلغ الأرخبيل الإندونيسي منذ القرن الأول الميلادي. ومع حلول القرن الرابع، كانت مملكة كوتاي في شرق كاليمانتان، ومملكة تاراماناغارا في غرب جاوا، ومملكة هولنغ (كالينغا) في وسط جاوا، من الممالك الهندوسية الأولى التي أقيمت في المنطقة. من الممالك الهندوسية القديمة المعروفة: مملكة ماتارام المشهورة ببنائها معبد برامبانان العظيم، ومملكتا كديري وسينغهاساري. ومنذئذٍ انتشرت الهندوسية إلى جانب البوذية في الأرخبيل وبلغت قمة تأثيرها في القرن الرابع عشر. أما آخر الممالك الهندوسية البوذية وأكبرها، فهي مملكة ماجاباهيت، التي غطى نفوذها كل الأرخبيل الإندونيسي.
صبغت الهندوسية والبوذية بعمقٍ كل جوانب المجتمع، واختلطت بالتراث والثقافة الأهلية في المنطقة. من هذه الجوانب: العُبّاد، ويسمَّون ريسي (في السنسكريتية: ريشي)، وهم يعلِّمون مجموعة من الشعائر الأسرارية. يعيش الريسي محاطًا بتلاميذه، وهم يقومون على حاجات معلمهم اليومية. كانت سلطات الريسي لا تتعدى الطقسيّ الاحتفالي. في المحاكم، يعطي رجال الدين البراهميون والمعلَّمون المقدسون (البودجانغا) الشرعية للحكام، ويربطون النظام الكوني الهندوسي بحاجاتهم السياسية. أما اليوم، فتتناثر جيوب هندوسية صغيرة في أنحاء جاوا، ولكن على الشاطئ الشرقي قرب بالي تجمع سكان هندوسي كبير، لا سيما حول بلدة بانيوانغي.

### الإسلام
اعتنقت جاوا الإسلام في نحو عام 1500 للميلاد. كانت نخَب المجتمع وطبقاته الراقية أول الناس قبولًا للإسلام، وهو ما أسهم في نشره أكثر وقبوله في جاوا. تكاملت الصوفية والأشكال الأخرى من الإسلام الشعبي بسهولة مع الدين الشعبي الموجود من قبل في جاوا. ودخلت أشكال الصوفية الجديدة والإسلام الشرعي في المحاكم، واختلطت مع الشعائر والأساطير الموجودة في الثقافة الهندوسية البوذية. وصف كليفورد غريتز هذا بالأبنغان والبريايي، أي «أشكال الوفيقية الجاوية الخاصة بالطبقة الدنيا وبالنخبة الاجتماعية». 
أصبح الكياي -وهم علماء الكتابة المسلمون- النخبة الدينية الجديدة في المجتمع مع تراجع النفوذ الهندوسي.  ليس في الإسلام هرمية للقادة الدينيين ولا كهنوت رسمي، ولكن حكومة الاستعمار الألماني أسست ترتيبًا مدروسًا للمسجد ولمدارس الوعظ الإسلامية الأخرى. خلّد الكياي في المدارس الإسلامية الجاوية تراث الريسيين. ويخدم التلاميذ حاجات معلمهم، وحتى الفلاحون حول المدرسة.

### المسيحية
وصلت المسيحية إلى جاوا مع التجار البرتغاليين والبعثات التبشيرية، من الكنيسة الألمانية المصلحة، وفي القرن العشرين مرة أخرى من الكنيسة الرومانية الكاثوليكية، وكان منهم اليسوعيون ومبشّروا الكلمة الإلهية. في جاوا اليوم بعض المجتمعات المسيحية، معظمها مصلحة في المدن الكبيرة، وفي المناطق الريفية في جنوب وسط جاوا قرى كاثوليكية رومانية خالصة. اضطُهد الرومان الكاثوليكيون والمجموعات المسيحية الأخرى بسبب معتقداتهم، وكان من هذا الاضطهاد حظر احتفالات الكريسماس وتزييناته.